# Squalius valentinus
La bagra levantina o  cachuelo valenciano (Squalius valentinus) es un pez de la familia de los ciprínidos. Las poblaciones del levante español han sido identificadas como una nueva especie, separándose de Squalius pyrenaicus.

## Distribución
Se distribuye por las cuencas mediterráneas del levante situadas entre la cuenca del río Mijares y la del río Vinalopó.